# Lee Dong-gook
Lee Dong-gook ((이동국?, 李同國?); Pohang, 29 aprile 1979) è un ex calciatore sudcoreano, di ruolo attaccante.

## Carriera

### Club
Arrivato al Middlesbrough, in Premier League, le sue prestazioni sono così mediocri, 2 gol in 29 presenze, che risulta trentesimo nella classifica dei 50 peggiori attaccanti che abbiano mai giocato in Premier League. Dopo essere stato in tanti club come il Pohang Steelers, Werder Brema, Middlesbrough, S.Ilhwa Chunmae e Jeunbuk è titolare fisso nella squadra campione coreana e nell'anno 2014-2015 diventò capocannoniere della massima serie coreana, la K League 1.

## Statistiche

### Cronologia presenze e reti in nazionale
| Cronologia completa delle presenze e delle reti in nazionale ― Corea del Sud | Cronologia completa delle presenze e delle reti in nazionale ― Corea del Sud | Cronologia completa delle presenze e delle reti in nazionale ― Corea del Sud | Cronologia completa delle presenze e delle reti in nazionale ― Corea del Sud | Cronologia completa delle presenze e delle reti in nazionale ― Corea del Sud | Cronologia completa delle presenze e delle reti in nazionale ― Corea del Sud | Cronologia completa delle presenze e delle reti in nazionale ― Corea del Sud | Cronologia completa delle presenze e delle reti in nazionale ― Corea del Sud |
| Data                                                                         | Città                                                                        | In casa                                                                      | Risultato                                                                    | Ospiti                                                                       | Competizione                                                                 | Reti                                                                         | Note                                                                         |
| ---------------------------------------------------------------------------- | ---------------------------------------------------------------------------- | ---------------------------------------------------------------------------- | ---------------------------------------------------------------------------- | ---------------------------------------------------------------------------- | ---------------------------------------------------------------------------- | ---------------------------------------------------------------------------- | ---------------------------------------------------------------------------- |
| 19-5-1998                                                                    | Seul                                                                         | Corea del Sud                                                                | 0 – 0                                                                        | Giamaica                                                                     | Amichevole                                                                   | -                                                                            | 79’                                                                          |
| 20-6-1998                                                                    | Marsiglia                                                                    | Paesi Bassi                                                                  | 5 – 0                                                                        | Corea del Sud                                                                | Mondiali 1998 - 1º turno                                                     | -                                                                            | 77’                                                                          |
| 22-11-1998                                                                   | Shanghai                                                                     | Cina                                                                         | 0 – 0                                                                        | Corea del Sud                                                                | Korea-China Annual Match                                                     | -                                                                            | 63’                                                                          |
| 2-12-1998                                                                    | Nakhon Sawan                                                                 | Corea del Sud                                                                | 2 – 3                                                                        | Turkmenistan                                                                 | Giochi asiatici 1998                                                         | -                                                                            | 46’                                                                          |
| 4-12-1998                                                                    | Nakhon Sawan                                                                 | Vietnam                                                                      | 0 – 4                                                                        | Corea del Sud                                                                | Giochi asiatici 1998                                                         | -                                                                            | 52’ 83’                                                                      |
| 7-12-1998                                                                    | Bangkok                                                                      | Corea del Sud                                                                | 2 – 0                                                                        | Giappone                                                                     | Giochi asiatici 1998                                                         | -                                                                            |                                                                              |
| 9-12-1998                                                                    | Bangkok                                                                      | Emirati Arabi Uniti                                                          | 1 – 2                                                                        | Corea del Sud                                                                | Giochi asiatici 1998                                                         | -                                                                            | 55’                                                                          |
| 11-12-1998                                                                   | Bangkok                                                                      | Corea del Sud                                                                | 1 – 0                                                                        | Kuwait                                                                       | Giochi asiatici 1998                                                         | -                                                                            | 54’                                                                          |
| 14-12-1998                                                                   | Bangkok                                                                      | Thailandia                                                                   | 2 – 1                                                                        | Corea del Sud                                                                | Giochi asiatici 1998                                                         | -                                                                            | 74’                                                                          |
| 17-2-2000                                                                    | Los Angeles                                                                  | Corea del Sud                                                                | 2 – 2                                                                        | Costa Rica                                                                   | Gold Cup 2000 - 1º turno                                                     | 1                                                                            |                                                                              |
| 28-7-2000                                                                    | Pechino                                                                      | Cina                                                                         | 0 – 1                                                                        | Corea del Sud                                                                | Korea-China Annual Match                                                     | -                                                                            | 46’                                                                          |
| 4-10-2000                                                                    | Abu Dhabi                                                                    | Emirati Arabi Uniti                                                          | 1 – 1 dts (3 – 2 dtr)                                                        | Corea del Sud                                                                | Coppa LG                                                                     | -                                                                            |                                                                              |
| 7-10-2000                                                                    | Abu Dhabi                                                                    | Corea del Sud                                                                | 4 – 2                                                                        | Australia                                                                    | Coppa LG                                                                     | 1                                                                            | 46’                                                                          |
| 13-10-2000                                                                   | Tripoli                                                                      | Corea del Sud                                                                | 2 – 2                                                                        | Cina                                                                         | Coppa d'Asia 2000 - 1º turno                                                 | -                                                                            | 68’                                                                          |
| 17-10-2000                                                                   | Tripoli                                                                      | Corea del Sud                                                                | 0 – 1                                                                        | Kuwait                                                                       | Coppa d'Asia 2000 - 1º turno                                                 | -                                                                            |                                                                              |
| 19-10-2000                                                                   | Tripoli                                                                      | Corea del Sud                                                                | 3 – 0                                                                        | Indonesia                                                                    | Coppa d'Asia 2000 - 1º turno                                                 | 3                                                                            |                                                                              |
| 23-10-2000                                                                   | Tripoli                                                                      | Iran                                                                         | 1 – 2 dts                                                                    | Corea del Sud                                                                | Coppa d'Asia 2000 - Quarti di finale                                         | 1                                                                            | 75’                                                                          |
| 26-10-2000                                                                   | Beirut                                                                       | Corea del Sud                                                                | 1 – 2                                                                        | Arabia Saudita                                                               | Coppa d'Asia 2000 - Semifinale                                               | 1                                                                            |                                                                              |
| 29-10-2000                                                                   | Beirut                                                                       | Cina                                                                         | 0 – 1                                                                        | Corea del Sud                                                                | Coppa d'Asia 2000 - Finale 3º posto                                          | 1                                                                            |                                                                              |
| 24-4-2001                                                                    | Il Cairo                                                                     | Corea del Sud                                                                | 1 – 0                                                                        | Iran                                                                         | Coppa LG                                                                     | -                                                                            | 81’                                                                          |
| 15-8-2001                                                                    | Brno                                                                         | Rep. Ceca                                                                    | 5 – 0                                                                        | Corea del Sud                                                                | Amichevole                                                                   | -                                                                            | 65’                                                                          |
| 13-9-2001                                                                    | Daejeon                                                                      | Corea del Sud                                                                | 2 – 2                                                                        | Nigeria                                                                      | Amichevole                                                                   | -                                                                            | 68’                                                                          |
| 16-9-2001                                                                    | Pusan                                                                        | Corea del Sud                                                                | 2 – 1                                                                        | Nigeria                                                                      | Amichevole                                                                   | 1                                                                            |                                                                              |
| 8-11-2001                                                                    | Jeonju                                                                       | Corea del Sud                                                                | 0 – 1                                                                        | Senegal                                                                      | Amichevole                                                                   | -                                                                            | 61’                                                                          |
| 10-11-2001                                                                   | Seul                                                                         | Corea del Sud                                                                | 2 – 0                                                                        | Croazia                                                                      | Amichevole                                                                   | -                                                                            | 88’                                                                          |
| 27-1-2002                                                                    | Pasadena                                                                     | Messico                                                                      | 0 – 0 dts (2 – 4 dtr)                                                        | Corea del Sud                                                                | Gold Cup 2002 - Quarti di finale                                             | -                                                                            | 73’                                                                          |
| 30-1-2002                                                                    | Pasadena                                                                     | Costa Rica                                                                   | 3 – 1                                                                        | Corea del Sud                                                                | Gold Cup 2002 - Semifinale                                                   | -                                                                            | 54’                                                                          |
| 2-2-2002                                                                     | Pasadena                                                                     | Corea del Sud                                                                | 1 – 2                                                                        | Canada                                                                       | Gold Cup 2002 - Finale 3º posto                                              | -                                                                            | 60’                                                                          |
| 13-2-2002                                                                    | Montevideo                                                                   | Uruguay                                                                      | 2 – 1                                                                        | Corea del Sud                                                                | Amichevole                                                                   | -                                                                            |                                                                              |
| 13-3-2002                                                                    | Tunisi                                                                       | Tunisia                                                                      | 0 – 0                                                                        | Corea del Sud                                                                | Amichevole                                                                   | -                                                                            | 45’                                                                          |
| 16-4-2003                                                                    | Seul                                                                         | Corea del Sud                                                                | 0 – 1                                                                        | Giappone                                                                     | Amichevole                                                                   | -                                                                            | 65’                                                                          |
| 10-7-2004                                                                    | Gwangju                                                                      | Corea del Sud                                                                | 2 – 0                                                                        | Bahrein                                                                      | Amichevole                                                                   | 1                                                                            |                                                                              |
| 14-7-2004                                                                    | Seul                                                                         | Corea del Sud                                                                | 1 – 1                                                                        | Trinidad e Tobago                                                            | Amichevole                                                                   | -                                                                            | 74’                                                                          |
| 19-7-2004                                                                    | Jinan                                                                        | Corea del Sud                                                                | 0 – 0                                                                        | Giordania                                                                    | Coppa d'Asia 2004 - 1º turno                                                 | -                                                                            |                                                                              |
| 23-7-2004                                                                    | Jinan                                                                        | Emirati Arabi Uniti                                                          | 0 – 2                                                                        | Corea del Sud                                                                | Coppa d'Asia 2004 - 1º turno                                                 | 1                                                                            | 77’                                                                          |
| 27-7-2004                                                                    | Jinan                                                                        | Corea del Sud                                                                | 4 – 0                                                                        | Kuwait                                                                       | Coppa d'Asia 2004 - 1º turno                                                 | 2                                                                            | 64’                                                                          |
| 31-7-2004                                                                    | Jinan                                                                        | Corea del Sud                                                                | 3 – 4                                                                        | Iran                                                                         | Coppa d'Asia 2004 - Quarti di finale                                         | 1                                                                            | 93’                                                                          |
| 8-9-2004                                                                     | Ho Chi Minh                                                                  | Vietnam                                                                      | 1 – 2                                                                        | Corea del Sud                                                                | Qual. Mondiali 2006                                                          | 1                                                                            | 73’                                                                          |
| 13-10-2004                                                                   | Beirut                                                                       | Libano                                                                       | 1 – 1                                                                        | Corea del Sud                                                                | Qual. Mondiali 2006                                                          | -                                                                            | 46’                                                                          |
| 17-11-2004                                                                   | Seul                                                                         | Corea del Sud                                                                | 2 – 0                                                                        | Maldive                                                                      | Qual. Mondiali 2006                                                          | 1                                                                            |                                                                              |
| 19-12-2004                                                                   | Pusan                                                                        | Corea del Sud                                                                | 3 – 1                                                                        | Germania                                                                     | Amichevole                                                                   | 1                                                                            | 81’                                                                          |
| 15-1-2005                                                                    | Los Angeles                                                                  | Colombia                                                                     | 2 – 1                                                                        | Corea del Sud                                                                | Amichevole                                                                   | -                                                                            | 46’                                                                          |
| 19-1-2005                                                                    | Los Angeles                                                                  | Paraguay                                                                     | 1 – 1                                                                        | Corea del Sud                                                                | Amichevole                                                                   | -                                                                            |                                                                              |
| 22-1-2005                                                                    | Carson                                                                       | Svezia                                                                       | 1 – 1                                                                        | Corea del Sud                                                                | Amichevole                                                                   | -                                                                            | 77’                                                                          |
| 4-2-2005                                                                     | Seul                                                                         | Corea del Sud                                                                | 0 – 1                                                                        | Egitto                                                                       | Amichevole                                                                   | -                                                                            | 46’                                                                          |
| 9-2-2005                                                                     | Seul                                                                         | Corea del Sud                                                                | 2 – 0                                                                        | Kuwait                                                                       | Qual. Mondiali 2006                                                          | 1                                                                            |                                                                              |
| 25-3-2005                                                                    | Dammam                                                                       | Arabia Saudita                                                               | 2 – 0                                                                        | Corea del Sud                                                                | Qual. Mondiali 2006                                                          | -                                                                            |                                                                              |
| 30-3-2005                                                                    | Seul                                                                         | Corea del Sud                                                                | 2 – 1                                                                        | Uzbekistan                                                                   | Qual. Mondiali 2006                                                          | 1                                                                            | 75’                                                                          |
| 3-6-2005                                                                     | Tashkent                                                                     | Uzbekistan                                                                   | 1 – 1                                                                        | Corea del Sud                                                                | Qual. Mondiali 2006                                                          | -                                                                            | 52’                                                                          |
| 8-6-2005                                                                     | Madinat al-Kuwait                                                            | Kuwait                                                                       | 0 – 4                                                                        | Corea del Sud                                                                | Qual. Mondiali 2006                                                          | 1                                                                            | 79’                                                                          |
| 31-7-2005                                                                    | Daejeon                                                                      | Corea del Sud                                                                | 1 – 1                                                                        | Cina                                                                         | Coppa dell'Asia orientale 2003                                               | -                                                                            |                                                                              |
| 7-8-2005                                                                     | Jeonju                                                                       | Corea del Sud                                                                | 0 – 0                                                                        | Corea del Nord                                                               | Coppa dell'Asia orientale 2003                                               | -                                                                            |                                                                              |
| 10-8-2005                                                                    | Taegu                                                                        | Corea del Sud                                                                | 0 – 1                                                                        | Giappone                                                                     | Coppa dell'Asia orientale 2003                                               | -                                                                            |                                                                              |
| 12-10-2005                                                                   | Seul                                                                         | Corea del Sud                                                                | 2 – 0                                                                        | Iran                                                                         | Amichevole                                                                   | -                                                                            | 82’                                                                          |
| 16-11-2005                                                                   | Seul                                                                         | Corea del Sud                                                                | 2 – 0                                                                        | Serbia e Montenegro                                                          | Amichevole                                                                   | 1                                                                            | 70’                                                                          |
| 18-1-2006                                                                    | Dubai                                                                        | Emirati Arabi Uniti                                                          | 1 – 0                                                                        | Corea del Sud                                                                | Amichevole                                                                   | -                                                                            | 71’                                                                          |
| 21-1-2006                                                                    | Riyad                                                                        | Grecia                                                                       | 1 – 1                                                                        | Corea del Sud                                                                | Coppa LG                                                                     | -                                                                            | 73’                                                                          |
| 25-1-2006                                                                    | Riyad                                                                        | Finlandia                                                                    | 0 – 1                                                                        | Corea del Sud                                                                | Coppa LG                                                                     | -                                                                            | 73’                                                                          |
| 29-1-2006                                                                    | Hong Kong                                                                    | Corea del Sud                                                                | 2 – 0                                                                        | Croazia                                                                      | Coppa Carlsberg                                                              | -                                                                            |                                                                              |
| 1-2-2006                                                                     | Hong Kong                                                                    | Corea del Sud                                                                | 1 – 3                                                                        | Danimarca                                                                    | Coppa Carlsberg                                                              | -                                                                            | 75’                                                                          |
| 11-2-2006                                                                    | Oakland                                                                      | Corea del Sud                                                                | 2 – 0                                                                        | Costa Rica                                                                   | Amichevole                                                                   | -                                                                            | 74’                                                                          |
| 15-2-2006                                                                    | Los Angeles                                                                  | Messico                                                                      | 0 – 1                                                                        | Corea del Sud                                                                | Amichevole                                                                   | 1                                                                            | 78’                                                                          |
| 22-2-2006                                                                    | Aleppo                                                                       | Siria                                                                        | 1 – 2                                                                        | Corea del Sud                                                                | Qual. Coppa d'Asia 2007                                                      | -                                                                            | 65’                                                                          |
| 1-3-2006                                                                     | Seul                                                                         | Corea del Sud                                                                | 1 – 0                                                                        | Angola                                                                       | Amichevole                                                                   | -                                                                            | 87’                                                                          |
| 29-6-2007                                                                    | Jeju                                                                         | Corea del Sud                                                                | 1 – 0                                                                        | Iraq                                                                         | Amichevole                                                                   | -                                                                            | 46’                                                                          |
| 5-7-2007                                                                     | Seul                                                                         | Corea del Sud                                                                | 2 – 1                                                                        | Uzbekistan                                                                   | Amichevole                                                                   | -                                                                            | 46’                                                                          |
| 11-7-2007                                                                    | Giacarta                                                                     | Corea del Sud                                                                | 1 – 1                                                                        | Arabia Saudita                                                               | Coppa d'Asia 2007 - 1º turno                                                 | -                                                                            | 81’                                                                          |
| 15-7-2007                                                                    | Giacarta                                                                     | Bahrein                                                                      | 2 – 1                                                                        | Corea del Sud                                                                | Coppa d'Asia 2007 - 1º turno                                                 | -                                                                            | 66’                                                                          |
| 18-7-2007                                                                    | Giacarta                                                                     | Indonesia                                                                    | 0 – 1                                                                        | Corea del Sud                                                                | Coppa d'Asia 2007 - 1º turno                                                 | -                                                                            | 88’                                                                          |
| 22-7-2007                                                                    | Kuala Lumpur                                                                 | Corea del Sud                                                                | 0 – 0 dts (2 – 4 dtr)                                                        | Iran                                                                         | Coppa d'Asia 2007 - Quarti di finale                                         | -                                                                            | 46’                                                                          |
| 25-7-2007                                                                    | Kuala Lumpur                                                                 | Iraq                                                                         | 0 – 0 dts (4 – 3 dtr)                                                        | Corea del Sud                                                                | Coppa d'Asia 2007 - Semifinale                                               | -                                                                            | 87’                                                                          |
| 12-8-2009                                                                    | Seul                                                                         | Corea del Sud                                                                | 1 – 0                                                                        | Paraguay                                                                     | Amichevole                                                                   | -                                                                            | 46’                                                                          |
| 5-9-2009                                                                     | Seul                                                                         | Corea del Sud                                                                | 3 – 1                                                                        | Australia                                                                    | Amichevole                                                                   | -                                                                            | 46’                                                                          |
| 14-11-2009                                                                   | Esbjerg                                                                      | Danimarca                                                                    | 0 – 0                                                                        | Corea del Sud                                                                | Amichevole                                                                   | -                                                                            | 46’                                                                          |
| 18-11-2009                                                                   | Londra                                                                       | Corea del Sud                                                                | 0 – 1                                                                        | Serbia                                                                       | Amichevole                                                                   | -                                                                            | 60’                                                                          |
| 9-1-2010                                                                     | Johannesburg                                                                 | Zambia                                                                       | 4 – 2                                                                        | Corea del Sud                                                                | Amichevole                                                                   | -                                                                            | 46’                                                                          |
| 18-1-2010                                                                    | Malaga                                                                       | Finlandia                                                                    | 0 – 2                                                                        | Corea del Sud                                                                | Amichevole                                                                   | -                                                                            |                                                                              |
| 22-1-2010                                                                    | Malaga                                                                       | Lettonia                                                                     | 0 – 1                                                                        | Corea del Sud                                                                | Amichevole                                                                   | -                                                                            | 61’                                                                          |
| 7-2-2010                                                                     | Tokyo                                                                        | Corea del Sud                                                                | 5 – 0                                                                        | Hong Kong                                                                    | Coppa dell'Asia orientale 2010                                               | 1                                                                            | 72’                                                                          |
| 10-2-2010                                                                    | Tokyo                                                                        | Corea del Sud                                                                | 1 – 3                                                                        | Cina                                                                         | Coppa dell'Asia orientale 2010                                               | -                                                                            |                                                                              |
| 14-2-2010                                                                    | Tokyo                                                                        | Giappone                                                                     | 1 – 3                                                                        | Corea del Sud                                                                | Coppa dell'Asia orientale 2010                                               | 1                                                                            | 62’                                                                          |
| 3-3-2010                                                                     | Londra                                                                       | Costa d'Avorio                                                               | 0 – 2                                                                        | Corea del Sud                                                                | Amichevole                                                                   | 1                                                                            | 46’                                                                          |
| 16-5-2010                                                                    | Seul                                                                         | Corea del Sud                                                                | 2 – 0                                                                        | Ecuador                                                                      | Amichevole                                                                   | -                                                                            | 66’                                                                          |
| 17-6-2010                                                                    | Johannesburg                                                                 | Argentina                                                                    | 4 – 1                                                                        | Corea del Sud                                                                | Mondiali 2010 - 1º turno                                                     | -                                                                            | 81’                                                                          |
| 26-6-2010                                                                    | Port Elizabeth                                                               | Uruguay                                                                      | 2 – 1                                                                        | Corea del Sud                                                                | Mondiali 2010 - Ottavi di finale                                             | -                                                                            | 61’                                                                          |
| 11-10-2011                                                                   | Seul                                                                         | Corea del Sud                                                                | 2 – 1                                                                        | Emirati Arabi Uniti                                                          | Qual. Mondiali 2014                                                          | -                                                                            | 79’                                                                          |
| 25-2-2012                                                                    | Jeonju                                                                       | Corea del Sud                                                                | 4 – 2                                                                        | Uzbekistan                                                                   | Amichevole                                                                   | 2                                                                            | 57’                                                                          |
| 29-2-2012                                                                    | Seul                                                                         | Corea del Sud                                                                | 2 – 0                                                                        | Kuwait                                                                       | Qual. Mondiali 2014                                                          | 1                                                                            |                                                                              |
| 30-5-2012                                                                    | Berna                                                                        | Spagna                                                                       | 4 – 1                                                                        | Corea del Sud                                                                | Amichevole                                                                   | -                                                                            | 59’                                                                          |
| 8-6-2012                                                                     | Doha                                                                         | Qatar                                                                        | 1 – 4                                                                        | Corea del Sud                                                                | Qual. Mondiali 2014                                                          | -                                                                            | 75’                                                                          |
| 12-6-2012                                                                    | Goyang                                                                       | Corea del Sud                                                                | 3 – 0                                                                        | Libano                                                                       | Qual. Mondiali 2014                                                          | -                                                                            |                                                                              |
| 15-8-2012                                                                    | Anyang                                                                       | Corea del Sud                                                                | 2 – 1                                                                        | Zambia                                                                       | Amichevole                                                                   | -                                                                            |                                                                              |
| 11-9-2012                                                                    | Tashkent                                                                     | Uzbekistan                                                                   | 2 – 2                                                                        | Corea del Sud                                                                | Qual. Mondiali 2014                                                          | 1                                                                            |                                                                              |
| 14-11-2012                                                                   | Hwaseong                                                                     | Corea del Sud                                                                | 1 – 2                                                                        | Australia                                                                    | Amichevole                                                                   | 1                                                                            |                                                                              |
| 6-2-2013                                                                     | Londra                                                                       | Croazia                                                                      | 4 – 0                                                                        | Corea del Sud                                                                | Amichevole                                                                   | -                                                                            | 46’                                                                          |
| 26-3-2013                                                                    | Seul                                                                         | Corea del Sud                                                                | 2 – 1                                                                        | Qatar                                                                        | Qual. Mondiali 2014                                                          | -                                                                            | 53’                                                                          |
| 4-6-2013                                                                     | Beirut                                                                       | Libano                                                                       | 1 – 1                                                                        | Corea del Sud                                                                | Qual. Mondiali 2014                                                          | -                                                                            |                                                                              |
| 11-6-2013                                                                    | Seul                                                                         | Corea del Sud                                                                | 1 – 0                                                                        | Uzbekistan                                                                   | Qual. Mondiali 2014                                                          | -                                                                            | 64’                                                                          |
| 18-6-2013                                                                    | Ulsan                                                                        | Corea del Sud                                                                | 0 – 1                                                                        | Iran                                                                         | Qual. Mondiali 2014                                                          | -                                                                            |                                                                              |
| 5-9-2014                                                                     | Bucheon                                                                      | Corea del Sud                                                                | 3 – 1                                                                        | Venezuela                                                                    | Amichevole                                                                   | 2                                                                            | 57’ 78’                                                                      |
| 8-9-2014                                                                     | Goyang                                                                       | Corea del Sud                                                                | 0 – 1                                                                        | Uruguay                                                                      | Amichevole                                                                   | -                                                                            | 70’                                                                          |
| 10-10-2014                                                                   | Cheonan                                                                      | Corea del Sud                                                                | 2 – 0                                                                        | Paraguay                                                                     | Amichevole                                                                   | -                                                                            | 60’                                                                          |
| 14-10-2014                                                                   | Seul                                                                         | Corea del Sud                                                                | 1 – 3                                                                        | Costa Rica                                                                   | Amichevole                                                                   | 1                                                                            |                                                                              |
| 31-8-2017                                                                    | Seul                                                                         | Corea del Sud                                                                | 0 – 0                                                                        | Iran                                                                         | Qual. Mondiali 2018                                                          | -                                                                            | 89’                                                                          |
| 5-9-2017                                                                     | Tashkent                                                                     | Uzbekistan                                                                   | 0 – 0                                                                        | Corea del Sud                                                                | Qual. Mondiali 2018                                                          | -                                                                            | 78’                                                                          |
| Totale                                                                       |                                                                              | Presenze                                                                     | 105                                                                          |                                                                              | Reti (5º posto)                                                              | 33                                                                           |                                                                              |

## Palmarès

### Club

#### Competizioni nazionali
- K League 1: 8

Jeonbuk Hyundai: 2009, 2011, 2014, 2015, 2017, 2018, 2019, 2020
- Coppa di Corea del Sud: 1

Jeonbuk Hyundai: 2020

#### Competizioni intercontinentali
- AFC Champions League: 2

Pohang Steelers: 1997-1998
Jeonbuk Hyundai: 2016

### Nazionale
- Coppa d'Asian Under-19: 1

1998
- Giochi asiatici: 1

2002

### Individuale
- Capocannoniere della Coppa d'Asia: 1

Libano 2000 (6 gol)
- Capocannoniere dell'AFC Champions League: 1

2011 (9 gol)
- Miglior giocatore dell'AFC Champions League: 1

2010